# Guillaume de Ferrières (trouvère)
Guillaume de Ferrières, troisième du nom, né vers 1155 et mort en  avril 1204 au cours du siège de Constantinople pendant la quatrième croisade, est un chevalier français mieux connu comme trouvère sous son titre de vidame de Chartres.

## Biographie
Il appartient à la famille de Ferrières, dont une branche émigra en Angleterre à l'époque du Conquérant, qui tient le fief de Ferrières, en Normandie.
Fils de Guillaume II de Ferrières, vidame de Chartres (vers 1115-après 1180) et de son épouse Marguerite (née vers 1130), il a eu trois fils et une fille Hélisende (vers 1190-2 février 1251) de son mariage avec Mabille de Lèves (vers 1165-avant 1226). Cette dernière épousa en secondes noces vers 1215 Geoffroy de Meslay (1195-1245) à qui, ses frères étant morts, elle transmit le titre de vidame de Chartres.
Il participa à la troisième croisade (1188-1192). Il est probable que son poème Combien que j'aie demouré, fasse allusion à son séjour forcé en Guyenne en 1188, avant la mort d'Henri II et le départ de la croisade, à cause des querelles entre Richard Cœur de Lion  et Jean sans Terre attisées par Philippe Auguste. Il reprit la croix en 1201 après avoir fait un certain nombre de donations à divers monastères, et mourut, de maladie semble-t-il, au moment du sac de Constantinople, au terme de la quatrième croisade.

## Œuvres
Il appartenait au groupe des plus anciens trouvères et a laissé huit chansons composées vers 1202, pour les beaux yeux d'une belle indifférentes, selon la tradition. Une neuvième (Quant foillissent li boscage), plus probablement de Gace Brulé, lui a anciennement été attribuée.
Ses chansons furent plusieurs fois mises en musique et se trouvent, preuve de leur célébrité, dans de nombreux manuscrits, et sauf une, attribuées à divers trouvères selon les manuscrits.
- Chascuns me semont de chanter (attribuée aussi à Gace Brulé[7])
- Combien que j'aie demouré (attribuée aussi à Gontier de Soignies[8])
- D'amours vient joie et honours ensement (attribuée aussi au Châtelain de Coucy ou à Oudart de Luceny[9])
- Quant la saison del douz tens s'asseüre (attribuée aussi au Châtelain de Coucy ou à Gace Brulé[10])
- Tant ai d'amours qu'en chantant m'estuet plaindre (attribuée aussi à  Gace Brulé et à Jacques de Chison[11])
- Tant con je fusse fors de ma contree (attribuée aussi à Robert de Blois[12])
- Desconsilliez plus que nus hom qui soit (sans mélodie)
- Li plus desconfortés du mont (attribuée aussi à Chrétien de Troyes, à  Gace Brulé, à Tibaut de Blazon[13])

Le poème  Quant la saison del douz tens s'asseüre, composé de cinq septains de décasyllabes est compilé dans neuf manuscrits. Jean Renart cite les deux premières strophes dans Le Roman de la Rose et l'appelle « la bone chançon le Vidame de Chartres » aux vers 4123-4124.
- Guillaume de Ferrières dit le vidame de Chartres et Louis Lacour (rédacteur d'une notice sur l'auteur), Chansons et saluts d'amour de Guillaume de Ferrières, dit le Vidame de Chartres, la plupart inédits réunis pour la première fois avec les variantes de tous les manuscrits, Paris, Auguste Aubry libraire, 1856 (BNF 30557571, lire en ligne), compte-rendu par Gustave Servois, « Chansons et saluts d'amour de Guillaume de Ferrières..., par Louis Lacour », Bibliothèque de l'École des chartes, t. 18,‎ 1857, p. 561 (lire en ligne)
- Vidame de Chartres, « Chansons du vidame de Chartres », dans Recueil de chansons du XIIIe siècle, avec musique notée, Thibaut IV, comte de Champagne et roi de Navarre (lire en ligne), p. X, 178-182, ms. 5198 de la bibliothèque de l'Arsenal. Ce recueil contient 5 chansons attribuées au vidame de Chartres.
- Quatre chansons du vidame de Chartres sur le Chansonnier dit de Noailles ms. FR 12615 folios 105v à 106v, quatre dans le manuscrit Nouvelles acquisitions 1050 de la Bibliothèque nationale de France,.et quatre autres dans le manuscrit 1490 de la Bibliothèque apostolique vaticane.